# الان علیا
الان علیا، روستایی از توابع بخش گل‌تپه شهرستان کبودرآهنگ در استان همدان ایران است.

## جمعیت
این روستا در دهستان گل‌تپه قرار دارد و براساس سرشماری مرکز آمار ایران در سال ۱۳۹۵، جمعیت آن ۲۳۳ نفر (۷۰ خانوار) بوده‌است.